# Casselberry
Casselberry ist eine Stadt im Seminole County im US-Bundesstaat Florida mit 28.794 Einwohnern (Stand: 2020).

## Geographie
Casselberry grenzt an die Städte Altamonte Springs, Longwood und Winter Springs. Die Stadt liegt rund zehn Kilometer südlich von Sanford und zehn Kilometer nördlich von Orlando.

## Demographische Daten
Laut der Volkszählung 2010 verteilten sich die damaligen 26.241 Einwohner auf 12.708 Haushalte. Die Bevölkerungsdichte lag bei 3748,7 Einw./km2. 80,1 % der Bevölkerung bezeichneten sich als Weiße, 8,0 % als Afroamerikaner, 0,4 % als Indianer und 2,9 % als Asian Americans. 5,0 % gaben die Angehörigkeit zu einer anderen Ethnie und 3,5 % zu mehreren Ethnien an. 22,6 % der Bevölkerung bestand aus Hispanics oder Latinos.
Im Jahr 2010 lebten in 26,4 % aller Haushalte Kinder unter 18 Jahren sowie 25,1 % aller Haushalte Personen mit mindestens 65 Jahren. 56,0 % der Haushalte waren Familienhaushalte (bestehend aus verheirateten Paaren mit oder ohne Nachkommen bzw. einem Elternteil mit Nachkomme). Die durchschnittliche Größe eines Haushalts lag bei 2,29 Personen und die durchschnittliche Familiengröße bei 2,92 Personen.
22,4 % der Bevölkerung waren jünger als 20 Jahre, 30,8 % waren 20 bis 39 Jahre alt, 27,0 % waren 40 bis 59 Jahre alt und 19,7 % waren mindestens 60 Jahre alt. Das mittlere Alter betrug 38 Jahre. 48,4 % der Bevölkerung waren männlich und 51,6 % weiblich.
Das durchschnittliche Jahreseinkommen lag bei 43.864 $, dabei lebten 16,0 % der Bevölkerung unter der Armutsgrenze.
Im Jahr 2000 war Englisch die Muttersprache von 82,49 % der Bevölkerung, spanisch sprachen 14,97 % und 2,54 % hatten eine andere Muttersprache.

## Verkehr
Die Stadt wird von den U.S. Highways 17 (SR 15) und 92 (SR 600) sowie den Florida State Roads 434 und 436 durchquert bzw. tangiert. Der nächste Flughafen ist der Orlando Sanford International Airport (rund 15 km entfernt).

## Kriminalität
Die Kriminalitätsrate lag im Jahr 2010 mit 397 Punkten (US-Durchschnitt: 266 Punkte) im durchschnittlichen Bereich. Es gab 16 Vergewaltigungen, 45 Raubüberfälle, 152 Körperverletzungen, 191 Einbrüche, 645 Diebstähle, 33 Autodiebstähle und eine Brandstiftung.

## Persönlichkeiten
- Nick Calathes (* 1989), Basketballspieler
- Pat Calathes (* 1985), Basketballspieler
- Hedy Lamarr (1914–2000), Filmschauspielerin und Erfinderin
- Chandler Parsons (* 1988), Basketballspieler